# Lucian Șova
Lucian Șova (n. 31 mai 1960, Bacău, România) este un om politic român, ales deputat în 2012 și 2016, și numit ministru al comunicațiilor și societății informaționale în Guvernul Mihai Tudose.
Șova a urmat cursurile Facultății de Inginerie Mecanică din cadrul Universității din Brașov (1980-1985), specialitatea Autovehicule Rutiere. Este masterand în Managementul Calității în Transporturi Rutiere la Universitatea din Oradea (2006).
A studiat la Institutul Național de Administrație București, obținând calificarea de manager în Administrația Publică. În 2009, a urmat un curs de securitate și bună guvernanță la Universitatea Națională de Apărare „Carol I”.
În politică a intrat în septembrie 1999, în organizația municipală Bacău, fiind consilier local în perioada 2000-2002. În 2010 a fost ales vicepreședinte al organizației județene Bacău. A fost președinte al Consiliului de administrație al Spitalului Județean Bacău între 2010 și 2012.
În cadrul Ministerului Transporturilor, Construcțiilor și Turismului a deținut funcțiile de: consilier personal al ministrului Transporturilor (ianuarie-mai 2001); director general adjunct la Autoritatea Rutieră din România (2001-2002); director general la Departamentul Transporturi Rutiere (2002-2005).
A fost membru în comisiile de transporturi și de industrie din Parlament, secretar de stat la Ministerul Economiei (2009) și consilier personal al Ministrului Economiei.
În legislatura 2012-2016, a fost deputat PSD, votat în Colegiul 4 Bacău. În Parlament a fost membru în Comisia pentru Industrii și Servicii și, din 2014, secretar în comisia pentru Transporturi și Infrastructură. A fost reales deputat PSD de Bacău în 2016 și numit secretar al Comisiei pentru Transporturi și Infrastructură.